# Carl Kaufmann
Pour les articles homonymes, voir Kaufmann.
Carl Kaufmann (né le 25 mars 1936 à New York et mort le 1er septembre 2008 à Karlsruhe) est un ancien athlète ouest-allemand spécialiste du 400 mètres. Licencié au Karlsruher SC, il mesurait 1,83 m pour 76 kg.

## Carrière sportive
Il a concouru pour l'Équipe unifiée d'Allemagne dans les années 1960. Aux Jeux olympiques d'été de 1960 à Rome, il remporte deux médailles d'argent. La première à titre individuel sur le 400 mètres, et la seconde avec ses compatriotes allemands (Joachim Reske, Manfred Kinder et Johannes Kaiser) dans le relais 4×400 mètres.

### Palmarès

#### Jeux olympiques
- Jeux olympiques de 1960 à Rome
  -  Médaille d'argent sur 400 m
  -  Médaille d'argent au relais 4 × 400 m